# Cantó de Saint-James
El cantó de Saint-James és un cantó francès del departament de la Manche, situat al districte d'Avranches. Té 12 municipis i el cap es Saint-James.

## Municipis
- Argouges
- Carnet
- La Croix-Avranchin
- Hamelin
- Montanel
- Montjoie-Saint-Martin
- Saint-Aubin-de-Terregatte
- Saint-James
- Saint-Laurent-de-Terregatte
- Saint-Senier-de-Beuvron
- Vergoncey
- Villiers-le-Pré

## Història
| Data d'elecció                           | Identitat            | Partit                     | Qualitat |
| ---------------------------------------- | -------------------- | -------------------------- | -------- |
| 1945-1961                                | Arnaud de Roquefeuil | Independent                |          |
| 1961-1992                                | Maxime de Coniac     | Divers droite, després UDF |          |
| 1992-2001                                | Michel Thoury        | UDF-CDS                    |          |
| 2001-                                    | Paul Delaunay        | Divers gauche              |          |
| les dades anteriors no són pas conegudes |                      |                            |          |
|                                          |                      |                            |          |

## Demografia
| A partir de 1990: Població sense dobles comptes |